# Carrozze TCDD TVS2000
Le carrozze TÜVASAŞ 2000, maggiormente note come TVS2000, sono una serie di carrozze ferroviarie destinate al trasporto di passeggeri costruite per le Ferrovie Statali della Repubblica Turca fra il 1993 e il 2005. Attualmente sono le carrozze ferroviarie più diffuse in Turchia.
Su tutta la serie sono installati carrelli di tipo Y-32, progettati in francia negli anni Settanta per essere utilizzati con le carrozze Corail, che permettono di raggiungere la velocità di 160 km/h.

## Storia
L'immagine delle TCDD nei primi anni novanta stava peggiorando, tanto che la loro linea Ankara-Istanbul stava perdendo quote di mercato a favore del trasporto su gomma. La maggior parte dei viaggiatori preferiva i bus per coprire il tragitto, anche perché la flotta di carrozze di tipo X stava invecchiando rapidamente. Il treno più prestigioso dell'epoca era il Fatih Express, che utilizzava carrozze rumorose, scomode e prive di aria condizionata; durante il periodo invernale, inoltre, il sistema di riscaldamento a vapore presente sulle carrozze tendeva a guastarsi di frequente. A peggiorare la situazione, nel 1992 venne aperta un'autostrada per collegare Istanbul ad Ankara, diminuendo ulteriormente il numero di viaggitori che sceglievano il treno.
Si decise pertanto di istituire un nuovo collegamento ferroviario fra le due città, chiamato Başkent Express, per ovviare al problema della perdita di utenza. Per questo collegamento erano necessarie nuove carrozze di lusso, così nel 1991 le TCDD ordinarono un lotto delle nuove carrozze TVS2000 alla ditta TÜVASAŞ. Le TVS2000 appena introdotte in servizio riscossero istantaneamente successo. L'immagine delle TCDD crebbe rapidamente, e i viaggiatori sul percorso Istanbul-Ankara aumentarono. Dato il successo di queste carrozze le TCDD ne ordinarono altre e incominciarono presto a rinnovare con queste la loro flotta.

## Caratteristiche dei singoli modelli
Le carrozze TVS2000 sono state costruite nelle versioni con posti a sedere e con letti o cuccette. Inoltre alcune carrozze sono state costruite come carrozze ristorante, carrozza conferenze. Tutte le carrozze della serie sono dotate di impianto di riscaldamento e di condizionamento.

### Carrozze con posti a sedere
Carrozze di questo tipo sono state costruite sia nella versione a scompartimenti sia nella versione a salone. Quest'ultima versione è stata prodotta sia con sedili in modulo 2+2 sia con sedili in modulo 2+1.
Le carrozze con gli scompartimenti (in turco: Kompartmanlı vagon), costruite in 20 esemplari, furono introdotte nel 1996. Queste carrozze contengono 11 scompartimenti, ciascuno dei quali è dotato di 6 sedili. Le vetture a salone (Pulman Vagon) sono realizzate anche nella versione con posti frontali (TVS Lüks Pulman Yolcu Vagonu).

### Carrozze con letti

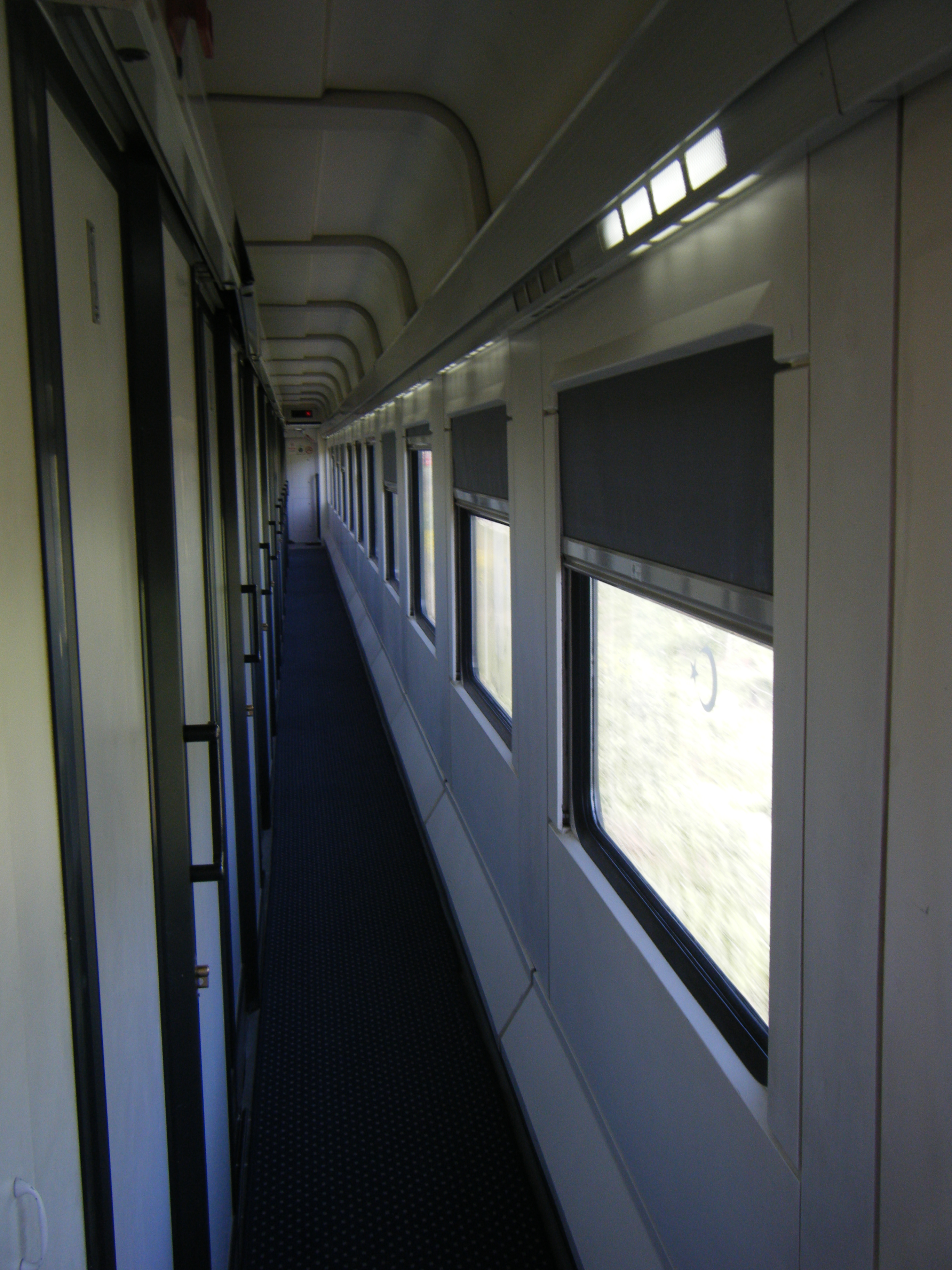
Carrozza con letti

Le carrozze con letti (Yataklı Vagon), costruite in 67 esemplari, furono introdotte nel 1998. Ciascuna carrozza è divisa in 10 scompartimenti, ciascuno dei quali contiene 2 letti. I posti non vengono condivisi con passeggeri che effettuano prenotazioni separate. Dentro ciascuno scompartimento si trova un piccolo lavello munito di specchio e un armadietto, un angolo con un piccolo frigorifero e una cappelliera per i bagagli. Le ritirate sono posizionate ad entrambe le estremità del vagone.

### Carrozze cuccette
Nel 2002 furono costruite 30 carrozze cuccette (Kuşetli vagon) per i treni notturni. Queste carrozze sono divise in 10 scompartimenti muniti di 4 sedili che all'occorrenza possono diventare cuccette, ribaltando lo schienale. Sopra i sedili sono posizionate altre due cuccette.

### Carrozze ristorante
Le carrozze ristorante (Yemekli Vagon), realizzate in 28 esemplari, fecero parte del primo lotto di vetture ad entrare in servizio nel 1994. Sono dotate di 14 tavoli per 4 persone — 6 per ciascun lato separati da un corridoio centrale. Prima che entrasse in vigore nel 2008 il divieto di fumo, le carrozze ristorante erano divise in zone riservate ai fumatori e a zone dedicate ai non fumatori, separate da una paratia in vetro. La zona per i fumatori si trovava nella parte centrale della carrozza, mentre a un'estremità si trovava la zona non fumatori, più piccola.

### Carri generatori

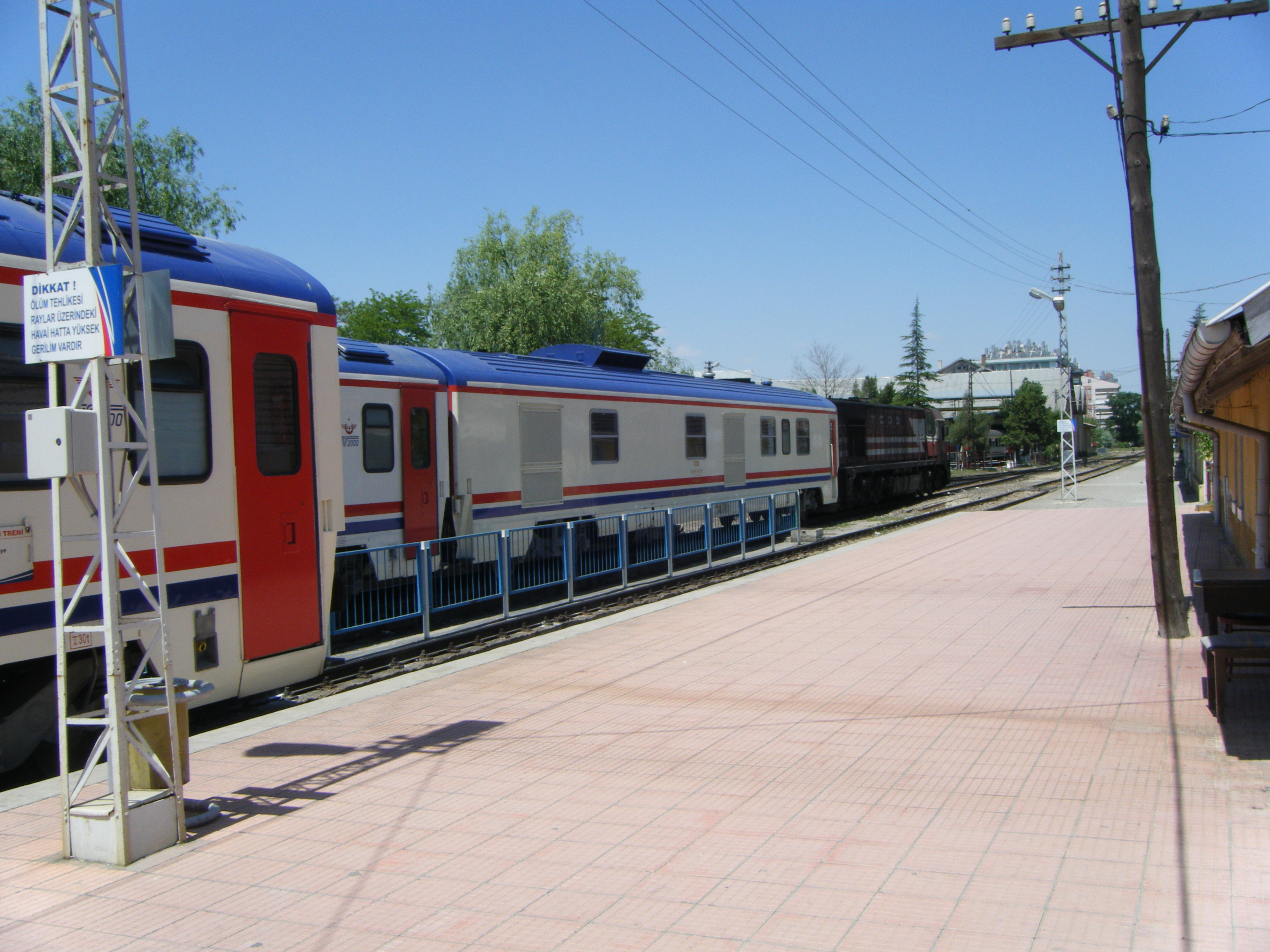
Carro generatore

Poiché la maggior parte delle locomotive tuche non forniscono la condotta REC, nel 2005 vennero introdotti alcuni carri generatori (Jeneratör Vagon) con lo scopo di fornire energia al resto del treno. Oltre alle macchine, queste carrozze forniscono un piccolo vano per l'equipaggio. Questa versione è stata costruita in 88 esemplari. Il generatore eroga corrente alternata monofase 1.000 V. 50Hz.

## Utilizzo
A partire dal 1998 la maggior parte dei treni notturni è composta da carrozze TVS2000. Al giorno d'oggi molti treni a lunga percorrenza comprendono queste carrozze nella loro composizione.